# Molins de Rei
Molins de Rei (em catalão e oficialmente) ou Molins de Rey (em castelhano) é um município da Espanha na comarca de Baix Llobregat, província de Barcelona, comunidade autónoma da Catalunha. Tem 15,9 km² de área e em 2021 tinha 26 104 habitantes (densidade: 1 641,8 hab./km²).